# Syntormon papei
Syntormon papei är en tvåvingeart som beskrevs av Grichanov 2001. Syntormon papei ingår i släktet Syntormon och familjen styltflugor. Inga underarter finns listade i Catalogue of Life.